# 赫勒拿小褐鱈
赫勒拿小褐鱈，為輻鰭魚綱鱈形目稚鱈科的其中一種，被IUCN列為極危保育類動物，分布於東南大西洋聖赫勒拿島海域，為熱帶海水魚，體長可達30公分，棲息在底中層水域，生活習性不明。

## 扩展阅读
維基物種上的相關：赫勒拿小褐鱈